# 绵泸高速铁路
绵泸高速铁路，为中国四川省部分通车的一条高速铁路，由原绵遂内城际铁路与原川南城际铁路内自泸段组成。在规划中绵遂内城际铁路最初亦常与川南城际铁路内江～宜宾段合称绵遂内宜城际铁路，但2021年变革为绵泸高铁的绵遂内段已经不用此称呼。该线路分为两段，绵遂内段连接四川省绵阳市、遂宁市、资阳市安岳县与内江市，在内江市与原川南城际铁路内自泸段相接从而抵达自贡市、泸州市。绵遂内段正线全长287.9公里，新建联络线及动走线51.796公里，规划设站9个，设计时速250km/h。内自泸段正线长约129公里，设站7个，设计时速250km/h。该线计划吸纳社会资本参与建设。
内自泸段已于2021年6月28日开通运营，绵遂段已于2024年8月28日在射洪市开工，标志着全线正式开工，预计2028年开通运营。

## 项目历史

### 绵遂内段
2001年4月，内江市政府委托设计单位完成《新建铁路遂宁至内江线建设研究报告》，项目由遂宁经安岳至内江。
2010年7月，原铁道部、四川省、重庆市联合向国家发改委上报相关规划方案，其中将“绵-遂-内-宜”线作为连接次级中心城市间的城际辅助网“四骨架”之一。2011年4月，《国务院关于成渝经济区区域规划的批复》(国函﹝2011﹞48号)，将绵阳-遂宁-内江-自贡-宜宾铁路列入规划。
2012年，中铁二院受绵阳市、遂宁市委托完成《新建铁路绵阳-遂宁铁路预可行性研究》。
2015年9月，国家发改委发布《关于成渝地区城际铁路建设规划（2015～2020年）的批复》，确定绵遂内城际铁路为成渝地区骨干城际线。2016年4月，国家发改委又发布《关于印发成渝城市群发展规划的通知》，确定其为成渝城市群的交通基础设施重点工程之一。2016年7月，绵遂内城际铁路被纳入国家《中长期铁路规划（2030年）》。
2019年2月26日，绵遂内铁路有限责任公司成立，绵阳市、遂宁市、资阳市安岳县与内江市政府控股地方国资公司入股。
2019年6月11-12日，四川省发展改革委组织专家组在成都召开绵遂内铁路预可研报告评审会，绵遂内铁路《预可研报告》通过专家审查。
2021年4月，国铁集团正式批复川南城际铁路内江至自贡至泸州段运营名称，川南城际铁路内江至自贡至泸州段将正式命名为绵泸高铁内自泸段，绵遂内城际铁路即为绵泸高铁绵遂内段。
2022年12月，四川省发展改革委批复了绵阳至遂宁段可行性研究报告。12月30日，绵阳至遂宁段启动建设。
2023年3月15日，绵阳至遂宁段环境影响报告书征求意见稿信息公示。5月15日，四川省生态环境厅批复绵阳至遂宁段环境影响报告书。
2024年2月29日，绵阳至遂宁段初步设计获四川省发展改革委批复，并已于8月28日在射洪市举行仪式，标志着全线正式动工。

### 内自泸段
2012年10月24日，内江市、自贡市、宜宾市三市政府签订了修建城际铁路的合作协议。
2014年7月，川南城际铁路有限责任公司成立，内江市、自贡市、泸州市、宜宾市政府控股地方国资公司、国铁集团等入股，负责川南城际铁路建设管理等工作。
2015年12月25日，内自泸段在泸州开工。
2016年12月，内自泸段贡境内全线开工，标志着绵川南城际铁路自泸线段入全面施工阶段。
2021年2月1日，内自泸段铺轨完成。
2021年4月，国铁集团下发通知，原线路名称川南城际铁路内自泸段正式名称为绵泸高铁内自泸段，并确定全线车站名称为内江北站、内江东站、白马北站、自贡站、富顺站、泸县站、泸州站。
2021年6月28日，内自泸段开通运营。